# Eleutherodactylus unicolor
Espèce
Statut de conservation UICN

 VU D2 : Vulnérable
Eleutherodactylus unicolor est une espèce d'amphibiens de la famille des Eleutherodactylidae.

## Répartition
Cette espèce est endémique de Porto Rico. Elle se rencontre de 660 à 1 039 m d'altitude dans la Sierra de Luquillo.

## Description
L'holotype mesure 16,5 mm.

## Publication originale
- Stejneger, 1904 : The herpetology of Porto Rico. Annual Report of the United States National Museum for 1902, p. 553-724 (texte intégral).